# Ronde van Spanje 2010/Startlijst
Dit is de startlijst van de Ronde van Spanje 2010. Er gingen 198 renners van start, verdeeld over 22 ploegen.

## Overzicht

### Cervélo TestTeam
| # | renner           | prestaties deze ronde | opmerkingen                |
| - | ---------------- | --------------------- | -------------------------- |
| 1 | Íñigo Cuesta     |                       |                            |
| 2 | Theo Bos         |                       | Uitgevallen in 17e etappe  |
| 3 | Philip Deignan   |                       | Uitgevallen in 11e etappe  |
| 4 | Stefan Denifl    |                       | Uitgevallen in 14e etappe  |
| 5 | Xavier Florencio |                       |                            |
| 6 | Oscar Pujol      |                       |                            |
| 7 | Thor Hushovd     | Winnaar: 6e etappe    | Niet gestart in 17e etappe |
| 8 | Carlos Sastre    |                       |                            |
| 9 | Xavier Tondó     |                       |                            |

### AG2R-La Mondiale
| #  | renner              | prestaties deze ronde | opmerkingen               |
| -- | ------------------- | --------------------- | ------------------------- |
| 11 | Nicolas Roche       |                       |                           |
| 12 | José Luis Arrieta   |                       | Uitgevallen in 15e etappe |
| 13 | Guillaume Bonnafond |                       |                           |
| 14 | Hubert Dupont       |                       |                           |
| 15 | Sébastien Hinault   |                       |                           |
| 16 | Blel Kadri          |                       |                           |
| 17 | Rinaldo Nocentini   |                       |                           |
| 18 | Christophe Riblon   |                       |                           |
| 19 | Ludovic Turpin      |                       |                           |

### Andalucía-CajaSur
| #  | renner                     | prestaties deze ronde | opmerkingen |
| -- | -------------------------- | --------------------- | ----------- |
| 21 | José Ángel Gómez Marchante |                       |             |
| 22 | Jorge Martín Montenegro    |                       |             |
| 23 | Sergio Carrasco            |                       |             |
| 24 | Juan Javier Estrada        |                       |             |
| 25 | Javier Moreno              |                       |             |
| 26 | Manuel Ortega Ocaña        |                       |             |
| 27 | Antonio Piedra             |                       |             |
| 28 | Javier Ramirez             |                       |             |
| 29 | José Toribio Alcolea       |                       |             |

### Astana
| #  | renner               | prestaties deze ronde | opmerkingen |
| -- | -------------------- | --------------------- | ----------- |
| 31 | Sergej Renev         |                       |             |
| 32 | Asan Bazajev         |                       |             |
| 33 | Allan Davis          |                       |             |
| 34 | Aleksandr Djatsjenko |                       |             |
| 35 | Dmitri Fofonov       |                       |             |
| 36 | Enrico Gasparotto    |                       |             |
| 37 | Valentin Iglinski    |                       |             |
| 38 | Josep Jufré          |                       |             |
| 39 | Andrej Zejts         |                       |             |

### Bbox Bouygues Telecom
| #  | renner           | prestaties deze ronde | opmerkingen                |
| -- | ---------------- | --------------------- | -------------------------- |
| 41 | Johann Tschopp   |                       |                            |
| 42 | William Bonnet   |                       |                            |
| 43 | Freddy Bichot    |                       | Uitgevallen in 9e etappe   |
| 44 | Vincent Jérôme   |                       |                            |
| 45 | Alexandre Pichot |                       |                            |
| 46 | Perrig Quéméneur |                       |                            |
| 47 | Pierre Rolland   |                       | Uitgevallen in 9e etappe   |
| 48 | Matthieu Sprick  |                       |                            |
| 49 | Nicolas Vogondy  |                       | Niet gestart in 19e etappe |

### Caisse d'Epargne
| #  | renner                     | prestaties deze ronde | opmerkingen |
| -- | -------------------------- | --------------------- | ----------- |
| 51 | David Arroyo               |                       |             |
| 52 | Marzio Bruseghin           |                       |             |
| 53 | Imanol Erviti              | Winnaar: 10e etappe   |             |
| 54 | José Vicente García Acosta |                       |             |
| 55 | David López García         | Winnaar: 9e etappe    |             |
| 56 | Luis Pasamontes            |                       |             |
| 57 | Rubén Plaza                |                       |             |
| 58 | Luis León Sánchez          |                       |             |
| 59 | Rigoberto Urán             |                       |             |

### Cofidis
| #  | renner           | prestaties deze ronde | opmerkingen              |
| -- | ---------------- | --------------------- | ------------------------ |
| 61 | Samuel Dumoulin  |                       |                          |
| 62 | Tony Gallopin    |                       |                          |
| 63 | Mickaël Buffaz   |                       | Uitgevallen in 2e etappe |
| 64 | Arnaud Labbe     |                       |                          |
| 65 | David Moncoutié  | Winnaar: 8e etappe    |                          |
| 66 | Rémi Pauriol     |                       |                          |
| 67 | Nico Sijmens     |                       |                          |
| 68 | Sébastien Minard |                       |                          |
| 69 | Romain Zingle    |                       |                          |

### Euskaltel-Euskadi
| #  | renner               | prestaties deze ronde            | opmerkingen               |
| -- | -------------------- | -------------------------------- | ------------------------- |
| 71 | Igor Antón Hernandez | Winnaar: 4e etappe en 11e etappe | Uitgevallen in 14e etappe |
| 72 | Koldo Fernández      |                                  |                           |
| 73 | Beñat Intxausti      |                                  | Uitgevallen in 15e etappe |
| 74 | Egoi Martínez        |                                  | Uitgevallen in 14e etappe |
| 75 | Mikel Nieve          | Winnaar: 16e etappe              |                           |
| 76 | Juan José Oroz       |                                  |                           |
| 77 | Amets Txurruka       |                                  |                           |
| 78 | Pablo Urtasun        |                                  |                           |
| 78 | Gorka Verdugo        |                                  |                           |

### Footon-Servetto-Fuji
| #  | renner                    | prestaties deze ronde | opmerkingen               |
| -- | ------------------------- | --------------------- | ------------------------- |
| 81 | José Alberto Benitez      |                       |                           |
| 82 | Manuel Cardoso            |                       |                           |
| 83 | Gianpaolo Cheula          |                       |                           |
| 84 | Arkaitz Durán             |                       | Buiten tijd in 2e etappe  |
| 85 | David Gutiérrez Gutiérrez |                       |                           |
| 86 | Enrique Mata              |                       |                           |
| 87 | Martin Pedersen           |                       |                           |
| 88 | Johnny Walker             |                       |                           |
| 89 | David Vitoria             |                       | Uitgevallen in 12e etappe |

### Française des Jeux
| #  | renner              | prestaties deze ronde | opmerkingen               |
| -- | ------------------- | --------------------- | ------------------------- |
| 91 | Christophe Le Mével |                       |                           |
| 92 | Rémy Di Grégorio    |                       |                           |
| 93 | Pierre Cazaux       |                       |                           |
| 94 | Sébastien Chavanel  |                       |                           |
| 95 | Mikaël Cherel       |                       |                           |
| 96 | Jawhen Hoetarovitsj | Winnaar: 2e etappe    |                           |
| 97 | Gianni Meersman     |                       |                           |
| 98 | Yoann Offredo       |                       | Uitgevallen in 10e etappe |
| 99 | Arthur Vichot       |                       | Uitgevallen in 15e etappe |

### Team Garmin-Transitions
| #   | renner                | prestaties deze ronde            | opmerkingen                |
| --- | --------------------- | -------------------------------- | -------------------------- |
| 101 | Tom Danielson         |                                  |                            |
| 102 | Julian Dean           |                                  | Niet gestart in 13e etappe |
| 103 | Tyler Farrar          | Winnaar: 5e etappe en 21e etappe |                            |
| 104 | Michel Kreder         |                                  |                            |
| 105 | David Millar          |                                  |                            |
| 106 | Thomas Peterson       |                                  |                            |
| 107 | Christian Vande Velde |                                  |                            |
| 108 | Matthew Wilson        |                                  |                            |
| 109 | David Zabriskie       |                                  | Niet gestart in 18e etappe |

### Lampre-Farnese Vini
| #   | renner              | prestaties deze ronde | opmerkingen              |
| --- | ------------------- | --------------------- | ------------------------ |
| 111 | Alessandro Petacchi | Winnaar: 7e etappe    | Uitgevallen in 9e etappe |
| 112 | Grega Bole          |                       |                          |
| 113 | Danilo Hondo        |                       |                          |
| 114 | Andrej Kasjetsjkin  |                       |                          |
| 115 | Angelo Furlan       |                       |                          |
| 116 | Marco Marzano       |                       |                          |
| 117 | Manuele Mori        |                       |                          |
| 118 | Daniele Pietropolli |                       |                          |
| 119 | Daniele Righi       |                       |                          |

### Liquigas-Doimo
| #   | renner           | prestaties deze ronde | opmerkingen |
| --- | ---------------- | --------------------- | ----------- |
| 121 | Daniele Bennati  |                       |             |
| 122 | Mauro Finetto    |                       |             |
| 123 | Jacopo Guarnieri |                       |             |
| 124 | Maciej Paterski  |                       |             |
| 125 | Roman Kreuziger  |                       |             |
| 126 | Vincenzo Nibali  | Winnaar: 20e etappe   |             |
| 127 | Ivan Santaromita |                       |             |
| 128 | Fabio Sabatini   |                       |             |
| 129 | Frederik Willems |                       |             |

### Omega Pharma-Lotto
| #   | renner                 | prestaties deze ronde            | opmerkingen               |
| --- | ---------------------- | -------------------------------- | ------------------------- |
| 131 | Jan Bakelants          |                                  |                           |
| 132 | Jurgen Van Goolen      |                                  |                           |
| 133 | Mickaël Delage         |                                  | Uitgevallen in 9e etappe  |
| 134 | Philippe Gilbert       | Winnaar: 3e etappe en 19e etappe |                           |
| 135 | Leif Hoste             |                                  |                           |
| 136 | Olivier Kaisen         |                                  |                           |
| 137 | Jean-Christophe Péraud |                                  |                           |
| 138 | Greg Van Avermaet      |                                  |                           |
| 139 | Jelle Vanendert        |                                  | Uitgevallen in 15e etappe |

### Quick · Step
| #   | renner             | prestaties deze ronde | opmerkingen              |
| --- | ------------------ | --------------------- | ------------------------ |
| 141 | Carlos Barredo     | Winnaar: 15e etappe   |                          |
| 142 | Dario Cataldo      |                       |                          |
| 143 | Kevin De Weert     |                       |                          |
| 144 | Nikolas Maes       |                       |                          |
| 145 | Davide Malacarne   |                       |                          |
| 146 | Branislaw Samojlaw |                       | Uitgevallen in 8e etappe |
| 147 | Andreas Stauff     |                       |                          |
| 148 | Matteo Tosatto     |                       |                          |
| 149 | Wouter Weylandt    |                       |                          |

### Rabobank
| #   | renner              | prestaties deze ronde | opmerkingen                |
| --- | ------------------- | --------------------- | -------------------------- |
| 151 | Mauricio Ardila     |                       |                            |
| 152 | Óscar Freire        |                       | Niet gestart in 15e etappe |
| 153 | Juan Manuel Gárate  |                       |                            |
| 154 | Dmitri Kozontsjoek  |                       |                            |
| 155 | Sebastian Langeveld |                       |                            |
| 156 | Grischa Niermann    |                       |                            |
| 157 | Denis Mensjov       |                       |                            |
| 158 | Laurens ten Dam     |                       | Uitgevallen in 16e etappe  |
| 159 | Nick Nuyens         |                       |                            |

### Team Sky
| #   | renner               | prestaties deze ronde | opmerkingen                  |
| --- | -------------------- | --------------------- | ---------------------------- |
| 161 | Thomas Lövkvist      |                       | teruggetrokken na 7e etappe1 |
| 162 | John-Lee Augustyn    |                       | uitgevallen in 3e etappe     |
| 163 | Kjell Carlström      |                       | teruggetrokken na 7e etappe1 |
| 164 | Juan Antonio Flecha  |                       | uitgevallen in 7e etappe     |
| 165 | Simon Gerrans        |                       | teruggetrokken na 7e etappe1 |
| 166 | Peter Kennaugh       |                       | teruggetrokken na 7e etappe1 |
| 167 | Lars Petter Nordhaug |                       | teruggetrokken na 7e etappe1 |
| 168 | Ian Stannard         |                       | teruggetrokken na 7e etappe1 |
| 169 | Ben Swift            |                       | uitgevallen in 3e etappe     |

1 Heel Team Sky besloot om de Vuelta te verlaten na de dood van een masseur die overleed aan de gevolgen van een bacteriële infectie. De ziektes van de renners die eerder in de Vuelta al moesten opgeven bij Team Sky (Swift, Augustyn en Flecha) hebben echter niets met deze infectie te maken.

### Team HTC-Columbia
| #   | renner              | prestaties deze ronde                         | opmerkingen               |
| --- | ------------------- | --------------------------------------------- | ------------------------- |
| 171 | Lars Bak            |                                               |                           |
| 172 | Mark Cavendish      | Winnaar: 12e etappe, 13e etappe en 18e etappe |                           |
| 173 | Bernhard Eisel      |                                               | Uitgevallen in 4e etappe  |
| 174 | Matthew Goss        |                                               |                           |
| 175 | Hayden Roulston     |                                               | Uitgevallen in 13e etappe |
| 176 | Kanstantsin Siwtsow |                                               |                           |
| 177 | Tejay van Garderen  |                                               |                           |
| 178 | Martin Velits       |                                               |                           |
| 179 | Peter Velits        | Winnaar: 17e etappe                           |                           |
|     |                     | Winnaar: 1e etappe (Ploegentijdrit)           |                           |

### Katjoesja
| #   | renner             | prestaties deze ronde | opmerkingen               |
| --- | ------------------ | --------------------- | ------------------------- |
| 181 | Joaquim Rodríguez  | Winnaar: 14e etappe   |                           |
| 182 | Giampaolo Caruso   |                       |                           |
| 183 | Denis Galimzjanov  |                       | Uitgevallen in 14e etappe |
| 184 | Vladimir Goesev    |                       |                           |
| 185 | Joan Horrach       |                       |                           |
| 186 | Vladimir Karpets   |                       |                           |
| 187 | Aleksandr Kolobnev |                       |                           |
| 188 | Michail Ignatiev   |                       |                           |
| 189 | Filippo Pozzato    |                       | Uitgevallen in 20e etappe |

### Team Milram
| #   | renner              | prestaties deze ronde | opmerkingen                |
| --- | ------------------- | --------------------- | -------------------------- |
| 191 | Robert Förster      |                       |                            |
| 192 | Markus Fothen       |                       | Niet gestart in 11e etappe |
| 193 | Markus Eichler      |                       |                            |
| 194 | Volodymyr Hoestov   |                       |                            |
| 195 | Johannes Fröhlinger |                       |                            |
| 196 | Björn Schröder      |                       |                            |
| 197 | Roy Sentjens        |                       | Niet gestart in 12e etappe |
| 198 | Niki Terpstra       |                       |                            |
| 199 | Paul Voss           |                       |                            |

### Team Saxo Bank
| #   | renner              | prestaties deze ronde | opmerkingen                |
| --- | ------------------- | --------------------- | -------------------------- |
| 201 | Anders Lund         |                       |                            |
| 202 | Fabian Cancellara   |                       | Uitgevallen in 19e etappe  |
| 203 | Kasper Klostergaard |                       |                            |
| 204 | Juan José Haedo     |                       |                            |
| 205 | Dominic Klemme      |                       |                            |
| 206 | Gustav Erik Larsson |                       |                            |
| 207 | Stuart O'Grady      |                       | Niet gestart in 10e etappe |
| 208 | Andy Schleck        |                       | Niet gestart in 10e etappe |
| 209 | Fränk Schleck       |                       |                            |

### Xacobeo Galicia
| #   | renner               | prestaties deze ronde | opmerkingen |
| --- | -------------------- | --------------------- | ----------- |
| 211 | Ezequiel Mosquera    |                       |             |
| 212 | Gustavo César Veloso |                       |             |
| 213 | Delio Fernandez      |                       |             |
| 214 | David García         |                       |             |
| 215 | Marcos Garcia        |                       |             |
| 216 | Vladimir Isajtsjev   |                       |             |
| 217 | Serafín Martínez     |                       |             |
| 218 | Gonzalo Rabuñal      |                       |             |
| 219 | Gustavo Rodriguez    |                       |             |

1e etappe ·
2e etappe ·
3e etappe ·
4e etappe ·
5e etappe ·
6e etappe ·
7e etappe ·
8e etappe ·
9e etappe ·
10e etappe ·
11e etappe ·
12e etappe ·
13e etappe ·
14e etappe ·
15e etappe ·
16e etappe ·
17e etappe ·
18e etappe ·
19e etappe ·
20e etappe ·
21e etappe
Startlijst · Eindstanden · Afbeeldingen